# Phormictopus dubius
Phormictopus dubius é uma espécie de aranha pertencente à família Theraphosidae (tarântulas).